# Indianapolis Automobile and Vehicle Company
Indianapolis Automobile and Vehicle Company, vorher C. H. Black Manufacturing Company, war ein US-amerikanischer Hersteller von Automobilen.

## Unternehmensgeschichte
Charles H. Black hatte bereits 1893 ein Fahrzeug hergestellt. 1896 gründete er die C. H. Black Manufacturing Company in Indianapolis in Indiana. Er begann mit der Produktion von Automobilen. Der Markenname lautete zunächst Black, ab 1899 auch Indianapolis. Der Verkauf beschränkte sich auf die nähere Umgebung. 1899 erfolgte die Umfirmierung in Indianapolis Automobile and Vehicle Company. 1900 endete die Produktion, als Black die Patente an die Indiana Motor & Vehicle Company verkaufte. Zwei Fahrzeuge existieren noch.

## Fahrzeuge
Die Fahrzeuge ähnelten den damaligen Modellen von Benz & Cie. Ein Einzylindermotor im Heck trieb die Hinterachse an.